# Otto Sonnenholzner
Otto Ramón Sonnenholzner Sper (Guayaquil, 19 de marzo de 1983) es un empresario, radiodifusor y economista ecuatoriano. Durante el gobierno de Lenín Moreno, tras la renuncia de María Alejandra Vicuña, fue electo vicepresidente del Ecuador, por la Asamblea Nacional, el 11 de diciembre de 2018; desempeñándose en el cargo hasta su renuncia, el 10 de julio de 2020. Fue candidato presidencial de la coalición Actuemos, conformada por Avanza y el Partido SUMA, en las elecciones extraordinarias de 2023.

## Biografía
Nació en Guayaquil el 19 de marzo de 1983, hijo de Ramón Sonnenholzner y Rosa Elena Sper Ziade, es parte de una familia empresaria y vinculada a la radiodifusión, de ascendencia alemana y libanesa. Está casado con Claudia Salem Barakat y tiene tres hijos.
El apellido Sonnenholzner, viene de dos derivaciones Sonnen, que significa "sol", y holzner maderero, es decir, Madereros del Sol y proviene del pueblo de Amerang, ubicado en el sur de Alemania. Fue así como nació el “tronco” del árbol familiar en Ecuador: el cadete de marina Georg Sonnenholzner Spring, bisabuelo de Otto.
Terminó la secundaria en el Colegio Alemán Humboldt con la especialización en ciencias sociales y comunicación, luego realizó sus estudios de economía internacional en la Schiller International University en sus sedes de Alemania y España, en la que se graduó con el título de economista. Adicional a ello, estudió un año en la Universidad Ludwig Maximilian de Múnich y Universidad de Passau, antes de por fin graduarse de la universidad a distancia Schiller antes mencionada. Como empresario se ha desenvuelto en el sector de la construcción, comercio y agricultura. Realizó su labor como comunicador y gerente general en radio Tropicana y fue presidente Asociación Ecuatoriana de Radiodifusión (AER) en Guayas. También ha realizado actividad como profesor universitario en la Universidad Católica de Santiago de Guayaquil.

## Vida política

### Vicepresidente de la República

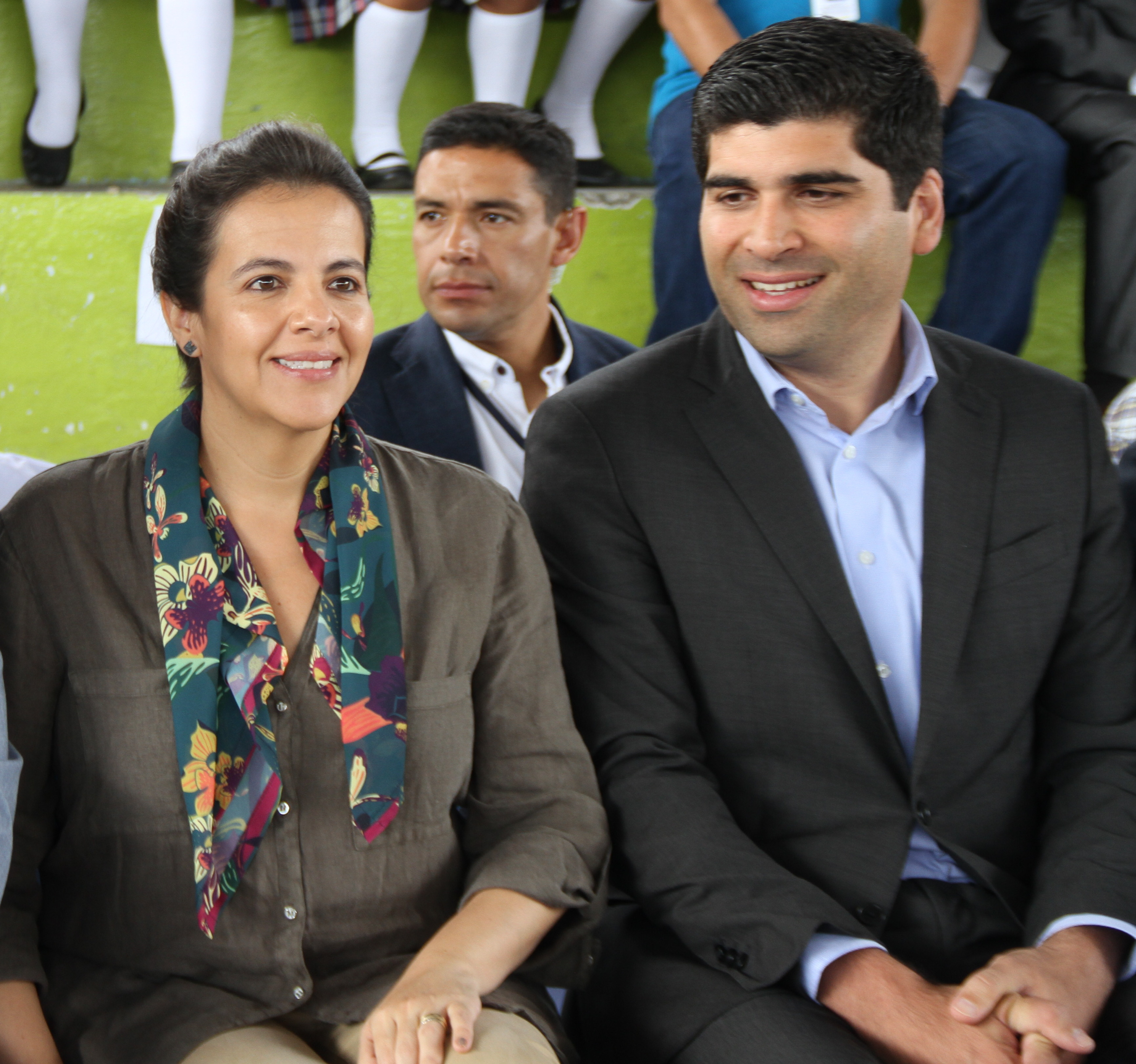
Otto Sonnenholzner y María Paula Romo, visitando la ciudad de Macas, como Vicepresidente y Ministra de Gobierno, respectivamente.

Tras la renuncia de la vicepresidenta María Alejandra Vicuña en diciembre de 2018, fue propuesto por allegados al presidente Lenín Moreno como reemplazo de Vicuña a la vicepresidencia y encabezó la terna presentada a la Asamblea Nacional para este cargo. El 11 de diciembre de 2018, el parlamento se reunió para realizar la elección vicepresidencial. La candidatura de Sonnenholzner recibió el apoyo del movimiento oficialista Alianza PAIS, además del Movimiento CREO, el Partido Social Cristiano y otros partidos con menor representación legislativa, por lo que Otto Sonnenholzner fue electo vicepresidente con 94 votos.
El gobierno de Lenín Moreno le otorgó las funciones de "seguimiento del Diálogo Social Nacional, la coordinación de las acciones de los Consejos Sectoriales, y ser parte del desarrollo de la agenda sostenible y la atracción de inversiones". Desde la vicepresidencia, Sonnenholzner defendió la gestión de Moreno, es así que durante el paro provincial de Carchi, realizado en septiembre de 2019 ante el abandono del gobierno nacional, calificó a la protesta como «desproporcionada, innecesaria y abusiva». Durante las manifestaciones realizadas a nivel nacional, en octubre de 2019 contra las políticas neoliberales del gobierno de Moreno, ratificó su respaldo al presidente, apareciendo junto al presidente en los comunicados que Moreno realizaba durante las manifestaciones. El gobierno reprimió violentamente las protestas, dejando como saldo 11 manifestantes fallecidos, 1340 heridos y 1192 detenidos; no obstante, ante las múltiples denuncias de crímenes de lesa humanidad, el vicepresidente declaró que el gobierno no tiene «nada que ocultar».
Al final de su tiempo en el gobierno se encargó de la gestión de la pandemia de coronavirus, siendo fuertemente criticado por la opinión pública por hacer aprovechar la emergencia sanitaria para hacerse autopromoción política. Inclusive, habría participado en la "repartición de hospitales", un escándalo público del gobierno de Moreno, en el que diferentes funcionarios se habrían repartido varios hospitales públicos que realizaron compras y ejecutaron múltiples contratos con el Estado.
El 7 de julio de 2020, mediante cadena nacional anunció que dejaría el cargo de vicepresidente, en medio de las suposiciones de que aspiraba una candidatura presidencial en las elecciones de 2021.

### Vida posterior a vicepresidencia
A pesar de las especulaciones, Sonnenholzner no se presentó a las elecciones presidenciales de 2021, endosando la candidatura de Guillermo Lasso.
En septiembre de 2021, la Fiscalía abrió una investigación previa en contra de varios exfuncionarios del gobierno de Moreno, entre ellos Otto Sonnenholzner, por peculado en el caso de "la repartición de hospitales". Para enero de 2022, en la trama de corrupción que se investiga por las transacciones realizadas por el Instituto de Seguridad Social de la Policía Nacional (ISSPOL), aparece el nombre del exvicepresidente Otto Sonnenholzner en chats de Jhon Luzuriága. De acuerdo a las conversaciones, la asesora legal del exvicepresidente habría acordado una cita con el entonces director de ISSPOL.
Entre 2022 y 2023, se trasladó a Estados Unidos, donde realizó una maestría en administración pública en la Universidad de Harvard. Tras aquello, retornó a Ecuador y lanzó su candidatura presidencial para las elecciones extraordinarias de 2023, convocadas para completar el periodo presidencial de Lasso, luego de que este decretara la «muerte cruzada». Se conformó una coalición de derecha para la candidatura de Sonnenholzner, denominada Actuemos, conformada por Avanza y el Partido SUMA. Escogió como binomio vicepresidencial a Érika Paredes, quien recibió cuestionamientos de ciertos sectores por haberse desempeñado como asesora en relaciones internacionales del expresidente Rafael Correa, respondiendo Sonnenholzner ante esto que su campaña no es definida por ideologías políticas, sino por la capacidad y preparación de su equipo. El 7 de agosto, en medio de su campaña electoral, Sonnenholzner fue una vez más señalado por incidir en procesos irregulares en el sistema de salud pública a favor de «recomendados», durante su gestión vicepresidencial. Esta nueva acusación fue realizada por Álvaro Ponce, exgerente del Hospital Guasmo Sur de Guayaquil, el cual asegura que es perseguido por el exvicepresidente, encontrándose exiliado en el exterior, desde donde hizo aquella declaración.